# Cinéma américain

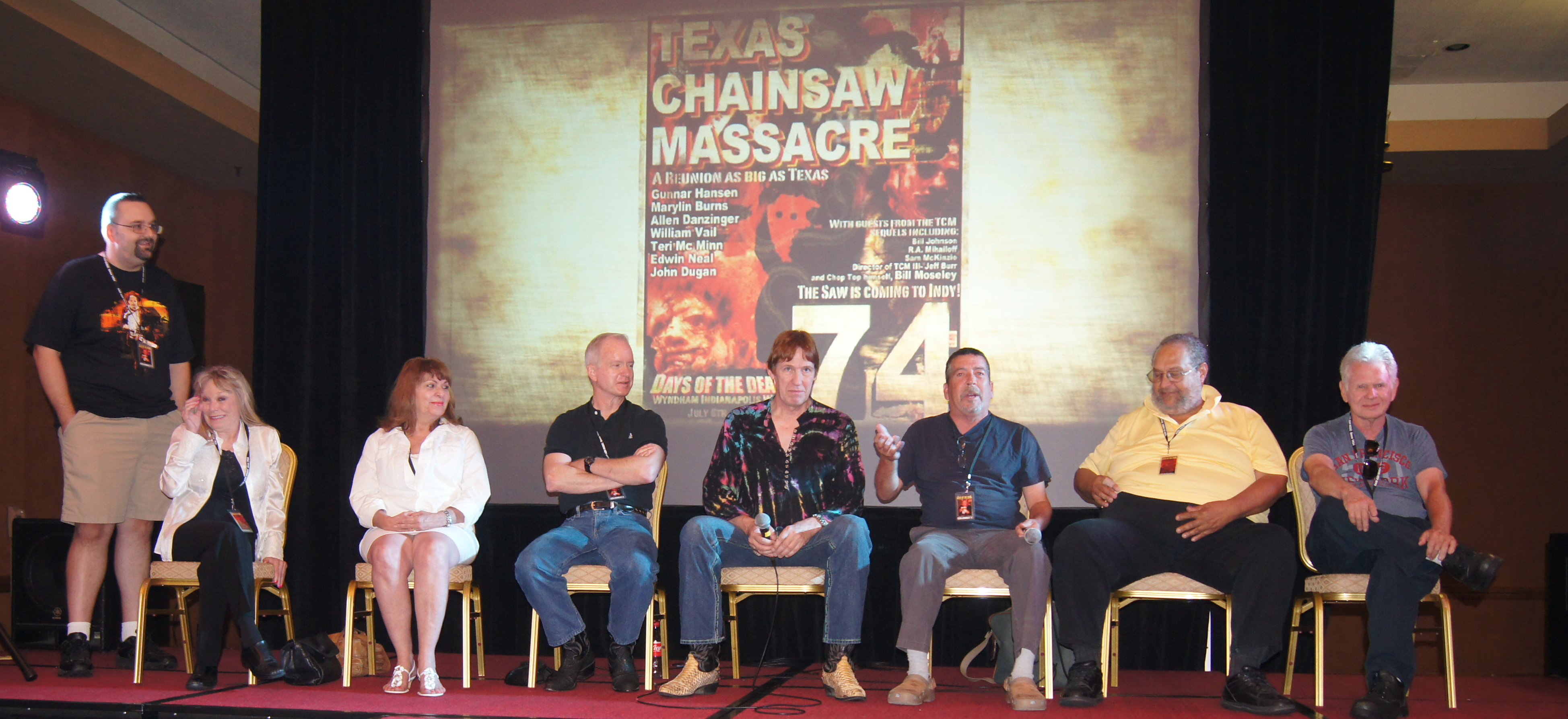
Shawn Patrick, Marilyn Burns, Teri McMinn, William Vail, John Dugan, Ed Neal, Ed Guinn et Allen Danziger en 2012 lors d'une projection de Massacre à la tronçonneuse (1974).

Le cinéma américain est le cinéma produit aux États-Unis. Il est considéré comme étant celui qui a le plus profondément façonné le cinéma au cours de son premier siècle d'existence, tant sur le plan des contenus et des techniques que sur les plans économique et culturel. Son cœur se situe à Hollywood, un quartier de Los Angeles, où est produite la majeure partie des programmes audiovisuels américains, télévisuels compris. Par métonymie, le mot « Hollywood » peut désigner l'ensemble de l'industrie audiovisuelle américaine, ou du moins les studios importants.
La critique américaine Pauline Kael résume en 1968 le style des films hollywoodiens : « Kiss Kiss Bang Bang ». La formule lapidaire traduit l'importance des relations romantiques et de l'action qui caractérisent cette production, laissant dans l'ombre l'importance des aspects techniques, la qualité des techniciens, la maîtrise technologique, qui ont fait et font ce cinéma : le scénario, la mise en scène, les images, le montage, la musique, le son et les effets spéciaux.
Mais le cinéma américain est également une industrie puissante et très structurée, dans laquelle le financement et le marketing sont aux premiers rangs des critères de décision. Il s'inscrit également au sein du secteur du divertissement audiovisuel devenu le premier poste des revenus de l'économie des États-Unis à l'étranger. Les films produits aux États-Unis sont par exemple en Europe ceux qui réalisent la majorité des entrées en salle (62,5 % des entrées en 2001). Le cinéma hollywoodien est le premier vecteur de diffusion de la culture américaine à l'étranger, conjointement avec les séries télévisées.

## Histoire

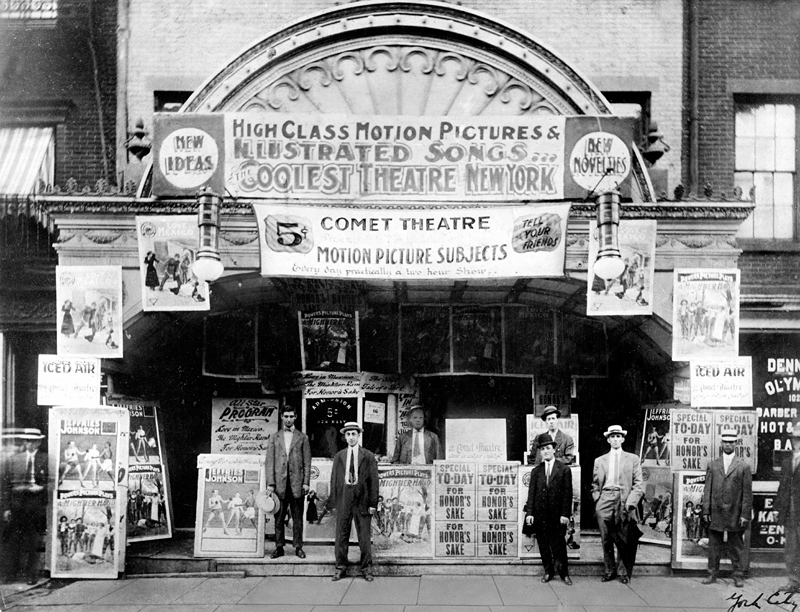
Une salle de cinéma à New York (1917).

### De l'invention du cinéma aux premiers films parlants (1891-1930)

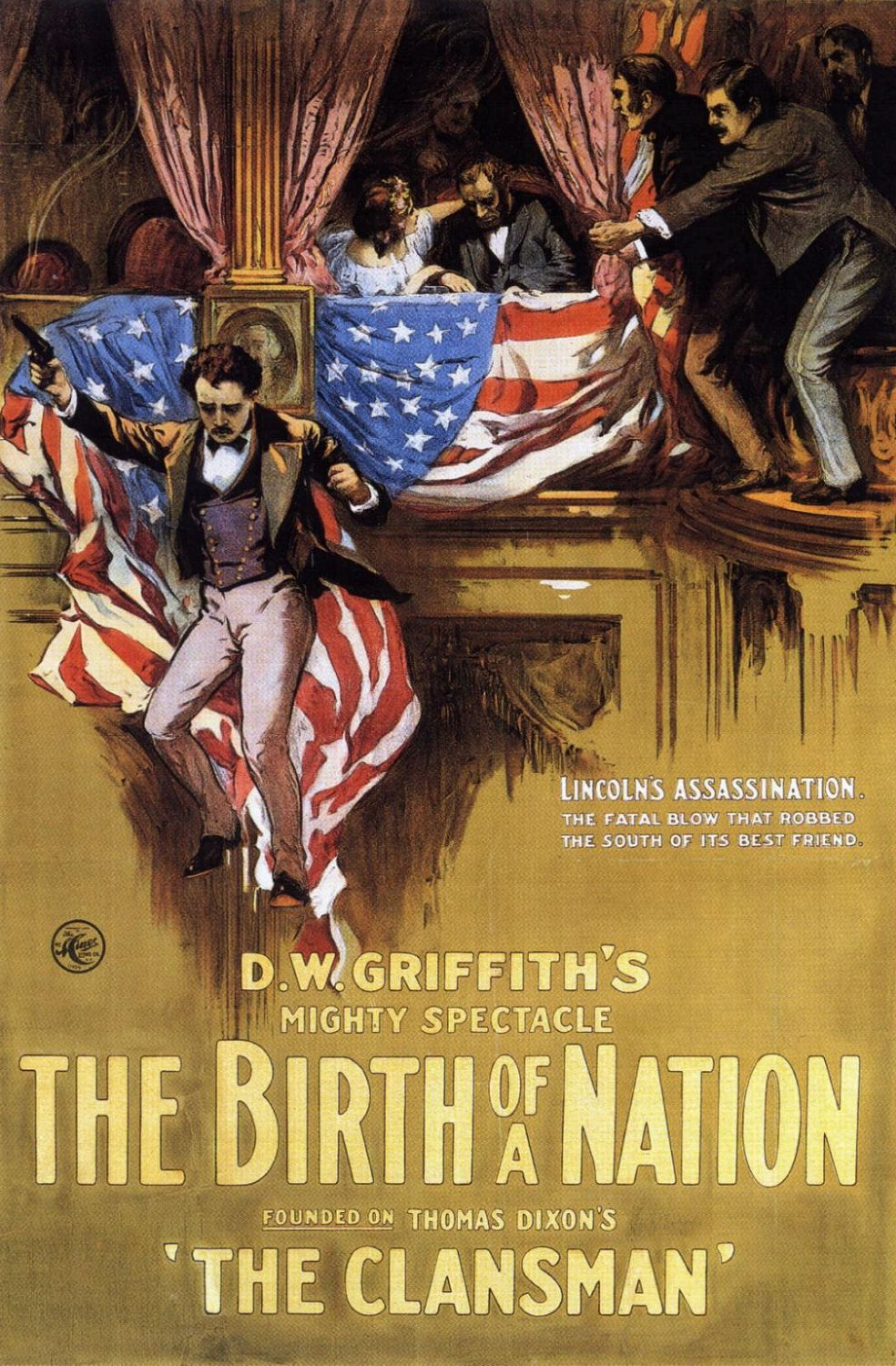
L'affiche du film Naissance d'une nation (1915).

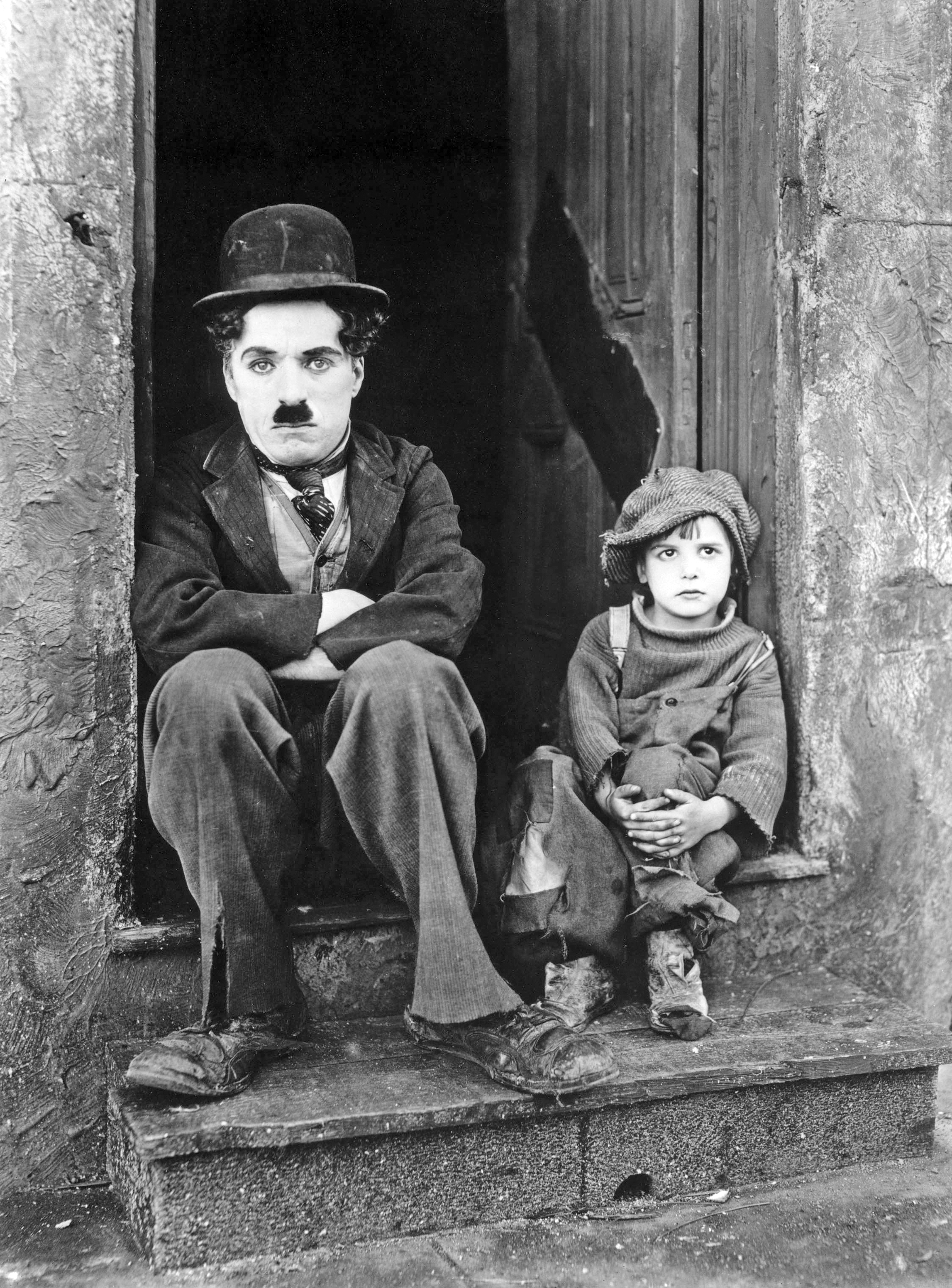
Jackie Coogan au côté de Charlie Chaplin dans Le Kid (1921).

En 1891, l’industriel et inventeur Thomas Edison et son bras droit, le Franco-Britannique William Kennedy Laurie Dickson, terminent la mise au point de la première caméra de cinéma, le Kinétographe, et inventent le format 35 mm à partir du ruban souple, transparent et lisse (sans perforations) en nitrate de cellulose, commercialisé par George Eastman et encore utilisé aujourd’hui. L'expérience montre à l'équipe d'Edison que l'entraînement de la pellicule, pour être régulier et créer des photogrammes de mêmes dimensions, nécessite la confection de perforations, d'abord sur un seul côté du film, puis, afin d'obtenir une meilleure stabilité au visionnement, de deux rangées de perforations encadrant les images. « Edison fit accomplir au cinéma une étape décisive, en créant le film moderne de 35 mm, à quatre paires de perforations par image ». L’équipe d’Edison veut aller plus loin et cherche comment enregistrer en même temps le son d’une scène, mais elle échoue dans cette recherche particulière. De 1893 à 1895, Dickson, le premier réalisateur du cinéma, tourne environ soixante-dix films. C’est Edison qui a l’idée de désigner les bobineaux de pellicule enregistrés par le mot anglais film. Ces enregistrements ont pour seul souci de conserver les prestations de gens du spectacle (acrobates, athlètes, tireurs d’élite, danseurs, etc) et sont accessibles au public populaire à l’aide de kinétoscopes, des machines à visionnement individuel, regroupées bientôt dans des Kinetoscope Parlors, boutiques très achalandées où l’on vient en payant un droit d’entrée écouter de la musique diffusée par des phonographes, inventés plus tôt par Edison, et voir des films en se penchant sur les œilletons d’une batterie de kinétoscopes. Les projections sur grand écran, venues d’Europe avec le Théâtre optique d’Émile Reynaud (1892) et le Cinématographe des frères Lumière (1895), aussi bien que des États-Unis avec celles de Woodville Latham et l’Eidoloscope (développé en 1895 par Eugene Lauste sous la direction de Dickson), provoquent l’arrêt de l’exploitation des kinétoscopes, mais les films prévus pour ces machines seront alors projetés sans difficultés.
Au début du XXe siècle, tandis que l'industrie cinématographique n'en est pas encore une, la plupart de ceux qui se lancent dans le cinéma aux États-Unis sont des immigrants pauvres, et plus particulièrement des immigrants juifs, venus de Russie, d'Allemagne ou d'Autriche-Hongrie. Ils débarquent à New York avec une volonté qui les distingue de leurs contemporains européens : pour eux, le cinéma est plus qu'un simple divertissement. Pour beaucoup, c'est la forme d'art principale qu'ils connaissent[réf. souhaitée]. « Carl Laemmle était un émigrant allemand. Il avait travaillé vingt ans durant dans une modeste entreprise de confection à Oshkosh (Wisconsin)... Le cinéma fit la fortune du teinturier Fox, devenu clown après faillite, du boutiquier Marcus Loew, propriétaire de Penny Arcades, du Hongrois Zukor, ancien marchand de peaux de lapins établi fourreur, et des quatre frères Warner, réparateurs de bicyclettes établis à Newcastle (Pennsylvanie), au débarqué de leur Pologne natale ». Naissent ainsi des sociétés qui vont chacune s’illustrer dans la production de chefs-d’œuvre du cinéma. William Fox fonde en 1915 la Fox Film Corporation, qui deviendra la 20th Century Fox, Samuel Goldfish change son nom en Samuel Goldwyn et fonde en 1916 la Goldwyn Picture Corporation, qui deviendra la MGM, les frères Warner fondent en 1923 les Warner Bros Studios. Ces immigrés ne sont pas des lettrés, écrire une histoire n'est pas donné à tout un chacun. Dès leurs débuts, pour écrire les scénarios de leurs films, ils entrent en contact avec des écrivains renommés ou achètent les droits des pièces de théâtre de Broadway. Ils se disent avec raison qu'un film adapté d'un livre ayant déjà eu du succès a plus de chances de faire de bonnes recettes qu'un film au récit bricolé. Avec fierté, ces producteurs veulent se différencier des sociétés déjà fondées et se surnomment « indépendants ».
Dans les années 1900, les premiers producteurs indépendants de la côte Est tournent des petites bandes de 7 à 10 minutes dans la campagne du New Jersey autour de New York et l'hiver en Floride autour de Jacksonville qui devient la première ville du cinéma à la fin des années 1900 (Sidney Olcott inaugure cet héliotropisme en 1908). Ils ont recours à l'autofinancement pour leurs films. Ce dont on peut s'apercevoir dès les débuts du cinéma aux États-Unis, c'est que les producteurs ont un rôle qui va au-delà de l'aspect purement financier : ils participent à la création des films au même titre que les réalisateurs et les scénaristes.
Au cours des années 1910, Hollywood devient le principal centre de production de la nouvelle industrie cinématographique : une légende veut que les producteurs aient quitté la côte Est pour Hollywood afin d'échapper aux représentants du Trust Edison mais les détectives privés payés par Edison peuvent tout aussi bien débarquer sur les tournages des studios de Hollywood pour vérifier que les équipes utilisent des pellicules Eastman, monopole de la Motion Picture Patents Company, groupement de puissants intérêts dont ceux d'Edison. En réalité, une partie des producteurs est attirée par la Californie, sa luminosité et son climat ensoleillé (350 jours de soleil par an, comme l'alléguait l'office de tourisme de Los Angeles), la diversité de ses décors naturels (montagne, mer, forêt, désert), ses terrains à bas prix, l'absence de syndicats (qui apparaîtront dans les années 1930), une main d'œuvre cosmopolite (indiens, asiatiques, hispaniques pour des rôles de figurants). Les lieux de tournage ressemblent plus à des campements qu'à de véritables studios. W. Griffith installe sa compagnie La Biograph dès 1910 dans le quartier de Hollywood à Los Angeles. Il y réalise Naissance d'une nation en 1915, film qui rapporte 10 millions de dollars. En 1912, Mack Sennett y fonde sur un terrain vague le studio Keystone qui devient le principal foyer du cinéma burlesque. Progressivement se forme une ville champignon. C'est au milieu des années 1910 que naissent les premières grandes stars du cinéma américain : Douglas Fairbanks, Florence Lawrence, Florence Turner, Mary Pickford et Charlie Chaplin, les acteurs étant jusque-là anonymes (la légende du cinéma raconte souvent qu'Hollywood a inventé les stars mais la firme Pathé en crée une dès 1910 avec Max Linder). Ces stars - Fairbanks, Pickford et Chaplin - s'associent en 1919 avec David Griffith pour former la United Artists, compagnie destinée à l'exploitation de leurs films respectifs. Dès 1917, avec le développement des budgets (décors, figurants, costumes) et des stars pour fidéliser le public, les studios ont recours au financement extérieur des particuliers et des banques dont le prêt est gagé sur les actifs que sont devenus les stars, les scénarios et les réalisateurs. Ils achètent des salles de cinéma, des salles de première exploitation comme des nickel odéons, dans les grandes villes du pays. L'industrie du cinéma s'organise et se transforme avec la création de deux associations - AMPAS ET WAMPAS - qui vont assurer la publicité et la promotion non seulement des cinéastes et des studios mais aussi celle des stars masculines et féminines américaines dans le monde entier.
Les années 1920 sont marquées par les productions de Cecil B. DeMille et avec elles des super-productions (Le Voleur de Bagdad, Ben Hur), les majors acceptant de faire de temps en temps un film de prestige pour participer à l'éducation des masses. Mais c'est surtout le succès international des premiers grands Westerns épiques (La Caravane vers l'Ouest, 1923, Le Cheval de fer de John Ford, 1924) qui édifie le mythique originel de l'Amérique et de ses pionniers. Dès les années 1920, les grands studios invitent parfois à prix d'or des acteurs (Erich von Stroheim, Greta Garbo, Conrad Veidt, Marlene Dietrich, Pola Negri, Rudolph Valentino, etc.) et cinéastes européens (Fritz Lang, Ernst Lubitsch, Billy Wilder, Maurice Tourneur, Alfred Hitchcock, Douglas Sirk, Victor Sjöström, etc.), l'émigration des cinéastes viennois et allemands étant accélérée dans les années 1930 par la montée du nazisme pour améliorer la qualité esthétique du cinéma hollywoodien (apport de Lubitsch dans la comédie sophistiquée et sa science du maniement des foules, de Wilder, Fritz Lang ou Otto Preminger dans le film noir, de Friedrich Murnau et son directeur de la photo Karl Freund dans l'art de l'éclairage), cela leur permet parallèlement d'éliminer des concurrents dangereux comme les studios de Babelsberg. Les transferts culturels entre le cinéma européen et hollywoodien sont dès lors faits d'hybridation, de naturalisation et de changements d'identités.
En 1927, les grandes compagnies fondent l'Académie des arts et des sciences du cinéma. Bien qu'au départ, il s'agissait de contrer le projet d'unification des studios, le rôle le plus connu de cette académie est de décerner les Oscars, une récompense annuelle prestigieuse dont le retentissement est autant artistique que commercial. 1927 est également l'année de l'avènement du cinéma parlant (Le Chanteur de jazz). Si cette innovation a une répercussion mondiale qui donne au cinéma une nouvelle dimension, aux États-Unis, elle marque également la fin de l'âge d'or des comédies burlesques et de leurs gags purement visuels (Chaplin, Buster Keaton, Harold Lloyd, Stan Laurel et Oliver Hardy, Harry Langdon, Roscoe « Fatty » Arbuckle…).
- Le Vol du grand rapide, 1903
- In Old California, 1910
- Naissance d'une nation, 1915
- Intolérance, 1916
- L'Émigrant, 1917
- Une vie de chien, 1918
- N'oublions jamais, 1918

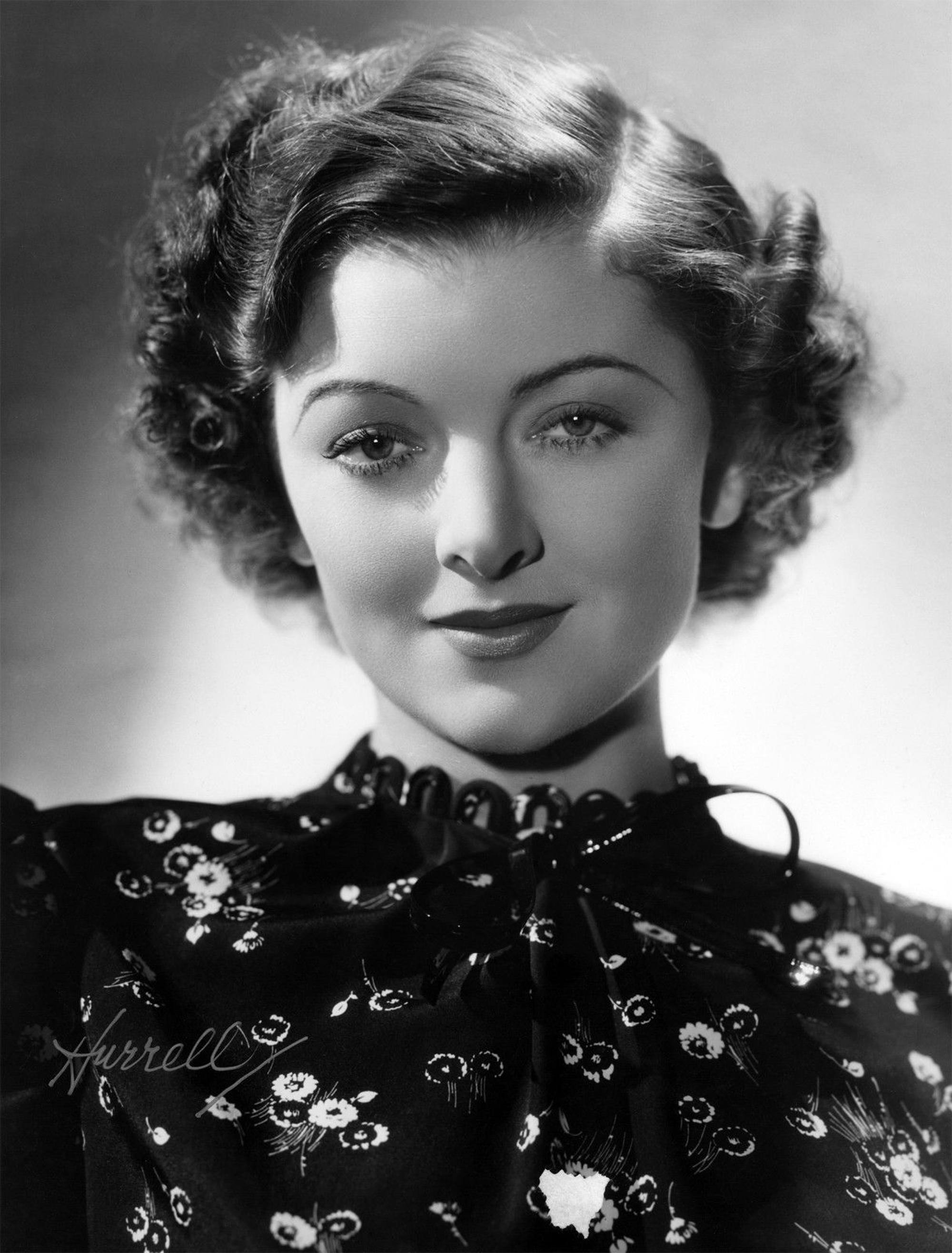
Myrna Loy, la Reine de Hollywood.

- Le Cheik (avec Rudolph Valentino), 1921
- Les deux orphelines, 1921
- Le Kid, 1921
- L'Opinion publique, 1923
- Le Voleur de Bagdad, 1924
- Ben-Hur, 1925
- La Ruée vers l'or, 1925
- Le Chanteur de jazz, 1927
- Le Mécano de la « General », 1927

### De l'âge d'or hollywoodien des années 1930 aux difficultés de l'après-guerre

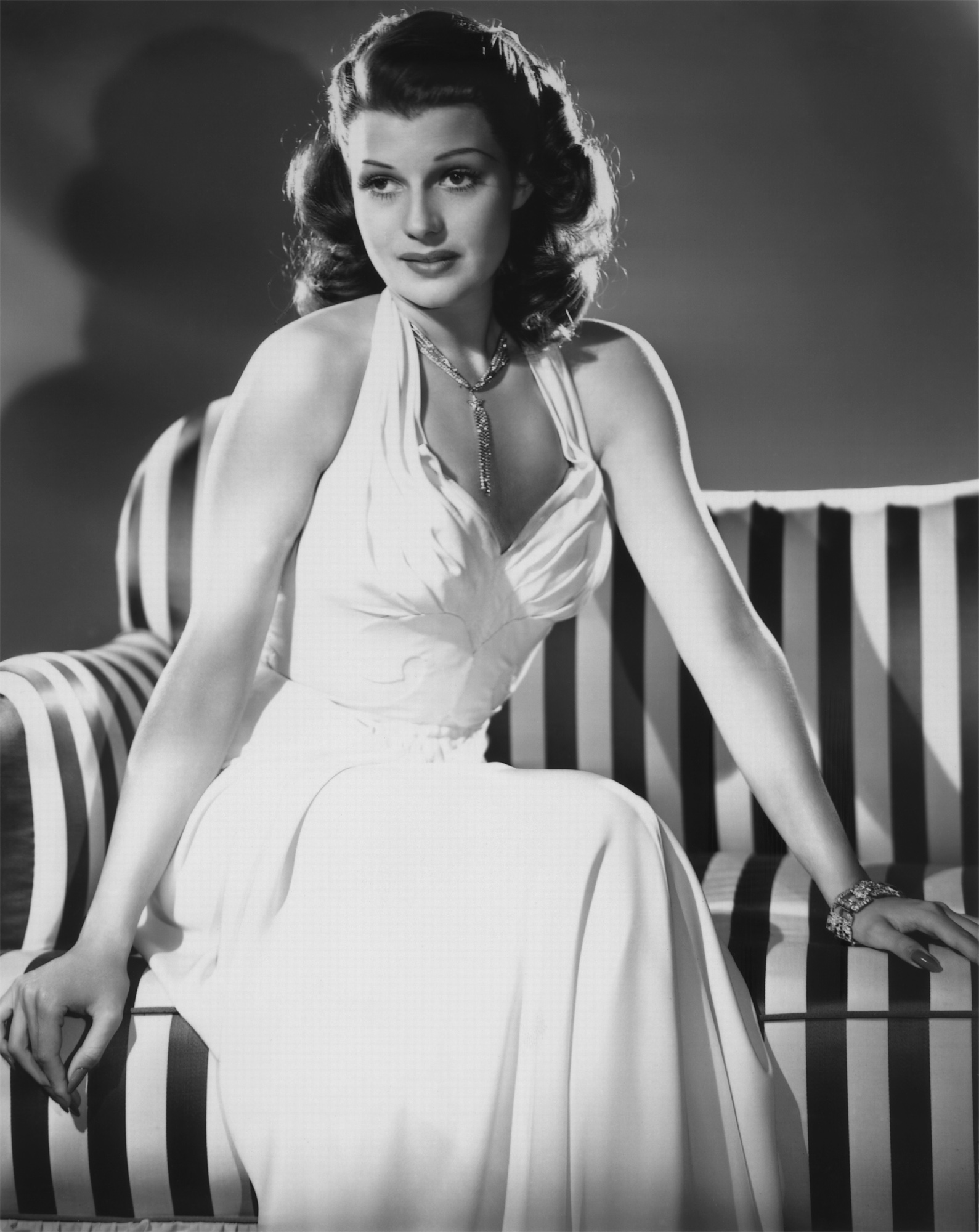
Rita Hayworth, une des grandes actrices du cinéma américain des années 1940.

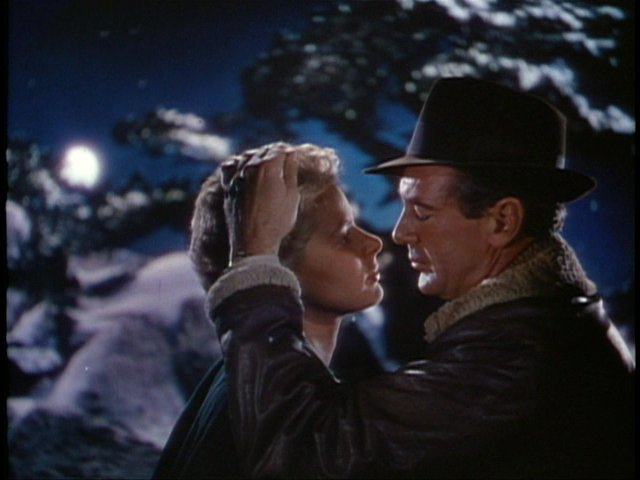
Ingrid Bergman et Gary Cooper dans Pour qui sonne le glas.

Grâce à l'arrivée du cinéma parlant, l'industrie cinématographique subit sans encombre le début de la Grande Dépression. Mais, dès 1931, la fréquentation des salles baisse. La crise provoque un chômage massif parmi les artistes et les acteurs des années 1930, entraînant des grèves et la création de syndicats d'acteurs et de scénaristes, la Screen Actors Guild et la Writers Guild of America. Le New Deal mis en place par le président Franklin D. Roosevelt comporte un volet culturel visant à aider les artistes en difficulté. Toutefois, même pendant sa faillite, Paramount ne diminue pas le nombre de ses productions. À la suite du Code de production de 1930 et des opérations de restructurations et de fusions qui marquent les années 1929-1931, les Big Five, c'est-à-dire les cinq grandes compagnies des majors dominent le nouveau marché de la série A (Fox, Paramount, Metro-Goldwyn Mayer, R.K.O. et Warner Bros), tandis que les Little Three[Quoi ?] (qui sont aussi majors mais ne possèdent pas de salles) Columbia, Universal et United Artists se spécialisent dans la série B dans son terme économique et non artistique, à savoir un film dont les critères économiques sont basés sur un budget moins important,. 
Pendant les années 1930, du fait de la baisse durable de la fréquentation des salles (notamment avec la hausse du prix d'entrée, ces salles devant s'équiper pour le sonore) et de la hausse du coût de production d'un film (tournage en extérieur plus compliqué à cause des bruits, développement de studios nécessitant des moyens plus lourds, multiplication des prises), les bénéfices chutent, provoquant une situation financière catastrophique des compagnies de production. La RKO fait faillite et se trouve rachetée en 1931. Malgré cette situation, Hollywood produit plus de 5 000 films, les majors imposant le système du block booking. Les grands financiers prêtent les fonds nécessaires et se renforcent dans les conseils d'administration des compagnies de cinéma hollywoodien. Les années de guerre profitent au contraire du boom économique du pays et de la standardisation de la production. Jusqu'en 1946, l'industrie cinématographique connaît une forte prospérité économique.
Les films des années 1930 s'intéressent aux problèmes sociaux et au sort des plus démunis : Les Raisins de la colère (1939) et Qu'elle était verte ma vallée (1941) qui retrace la vie des mineurs du Pays de Galles, de John Ford. Certains films de Charlie Chaplin dénoncent la montée du fascisme (Le Dictateur en 1940) et les conditions de travail des ouvriers (Les Temps modernes en 1936). Les comédies de Frank Capra, bien que légères, critiquent les excès du capitalisme sauvage : L'Extravagant Mr. Deeds (1936), Vous ne l'emporterez pas avec vous (1938), M.. Smith au Sénat (1939). Toutefois, à côté des films ambitieux que l'histoire a retenu, Hollywood produit une foule de films comiques (les Marx Brothers), comédies musicales aux mises en scène brillantes interprétées par des artistes prestigieux (Fred Astaire et Ginger Rogers une des WAMPAS Baby Stars de 1932), mélodrames, westerns de série B, films d'horreur et films de gangsters (Scarface, 1932, Les Anges aux figures sales, 1938). Le glamour et son mythique « baiser hollywoodien » se porte également à merveille avec des stars comme Marlene Dietrich, Jean Harlow, Rita Hayworth ou la provocante Mae West qui scandalise les ligues de vertu et parvient à contourner la censure du code Hays. Si l'industrie du cinéma est dominée par les hommes, ce sont souvent les actrices qui imposent leur présence indélébile et façonnent le mythe hollywoodien à cette époque.
À la fin des années 1930 et pendant la guerre, le Technicolor donne ses premières couleurs au cinéma américain (Le Magicien d'Oz, Autant en emporte le vent, 1939), alors que le film noir, inspiré des romans de Hammett ou Chandler connaît un fort développement (Le Faucon maltais, 1941) et succède au film de gangsters des années trente. Le Technicolor permet aussi la réalisation du premier long-métrage d'animation marquant de l'histoire, Blanche-Neige et les Sept Nains, réalisé par les studios Disney, permettant à Walt Disney de devenir une figure majeure du cinéma américain avec d'autres films comme Pinocchio ou Fantasia. Lié à l'effort de guerre, Hollywood travaille avec le Bureau de l’information de guerre (OWI), produisant des films de propagande (Dive Bomber, 1941) et des films d'espionnage. Si Casablanca joue un rôle allant dans le sens de l'engagement du pays dans la guerre, Orson Welles n'en révolutionne pas moins le 7e art avec Citizen Kane.
Après la guerre, le cinéma est soupçonné d'activités antiaméricaines par une Commission parlementaire (1947). La chasse aux sorcières qui s'ensuit détruit la carrière de nombreux artistes (Liste noire de Hollywood). À la même époque, le système de production et de distribution est démantelé par le ministère de la justice appuyé par la Cour suprême, en application de la loi antitrust (1948). Les compagnies doivent désormais séparer leurs activités de production et de gestion de salles de cinéma. De plus, le développement des agents comme Lew Wasserman casse le système qui liait les stars aux studios dont certains acceptent de donner une partie de leur profit à leurs vedettes. Les revenus chutent dès 1947, tandis que les coûts de production ne cessent d'augmenter, provoquant une diminution durable des recettes et donc du nombre des productions.
- Frankenstein, 1931
- Les Lumières de la ville, 1931
- King Kong, 1933
- La Soupe au canard, 1933
- New York-Miami, 1934
- Les Révoltés du Bounty, 1935
- Le Jardin d'Allah, 1936
- La Fille du bois maudit, 1936
- Blanche-Neige et les Sept Nains, 1937
- Autant en emporte le vent, 1939
- Le Magicien d'Oz, 1939
- Les Hauts de Hurlevent, 1939
- The Philadelphia Story, 1940
- Les Raisins de la colère, 1940
- Le Dictateur, 1940
- Le Faucon maltais, 1941
- Fantasia, 1940
- Citizen Kane, 1941
- Casablanca, 1942
- La Glorieuse Parade, 1942
- Pour qui sonne le glas, 1943
- Assurance sur la mort, 1944
- Les Plus Belles Années de notre vie, 1946
- La vie est belle, 1946
- Nuit et Jour, 1946
- Les Enchaînés, 1946
- Le Trésor de la Sierra Madre, 1948

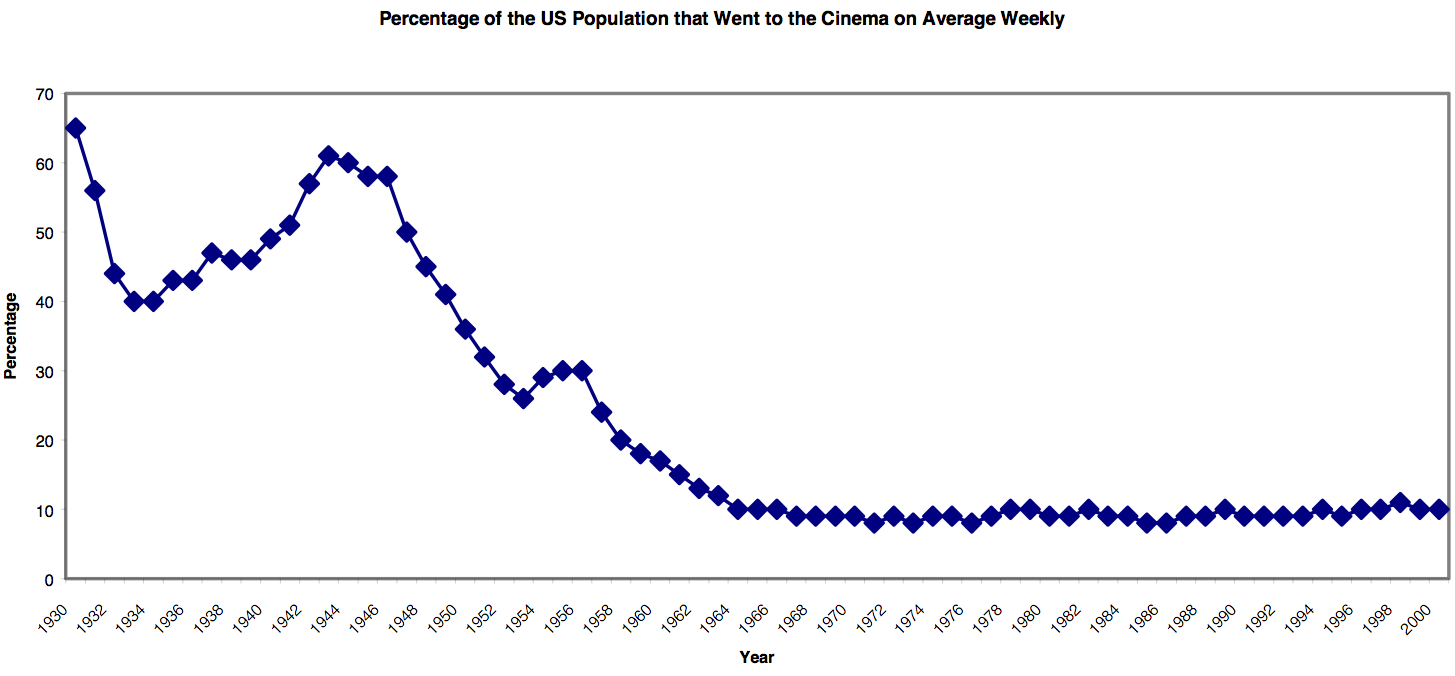
Pourcentage de la population américaine allant au cinéma en moyenne, chaque semaine, 1930-2000

### Années 1950: les studios prennent l'air

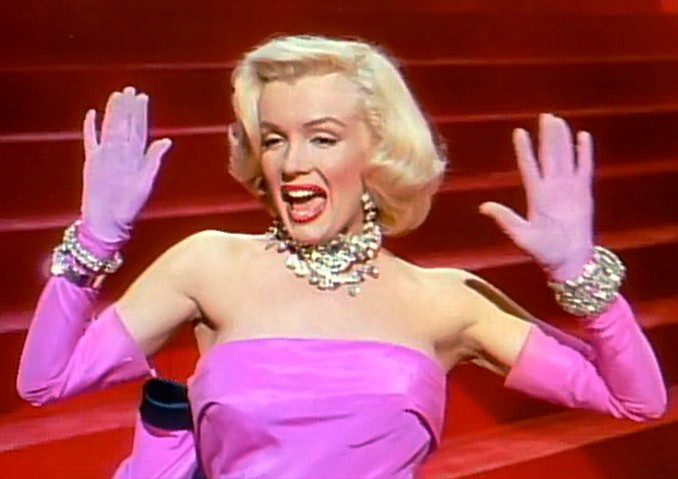
Marilyn Monroe (Les hommes préfèrent les blondes).

Le cinéma américain des années 1950 est caractérisé par le triomphe des grandes productions hollywoodiennes. L'arrivée du CinemaScope favorise le succès des productions coûteuses, des films aux couleurs somptueuses, aux mises en scènes spectaculaires, projetés sur de grands écrans panoramiques. Toutefois, sur le plan financier, cette stratégie des gros studios s'avère peu rentable en raison du coût élevé des investissements, de la maintenance et du personnel, d'où une diminution du nombre des films produits, malgré le maintien des petites compagnies indépendantes. L'exportation et la diffusion du cinéma américain à l'étranger, soutenu par le département d'État et la Motion Picture Export Association, apporte une solution à ces difficultés et permet d'exporter le rêve américain et le modèle de l'« American way of life » s'opposant à la propagation de l'idéologie communiste. Pour des raisons économiques et de diffusion l'étranger, certains films sont tournés à Rome dans les studios de Cinecittà, surnommée pour l'occasion Hollywood-sur-Tibre. Si le grand spectacle, le western, le péplum et la comédie musicale triomphent, le film noir vit son crépuscule et la science-fiction met en scène des invasions extra-terrestres qui semblent refléter les angoisses liées à la guerre froide et au fantasme de l'apocalypse nucléaire (Le Jour où la Terre s'arrêta (The Day the Earth Stood Still), 1951, La Guerre des mondes, 1953). La montée en puissance de l'Actors Studio dont Marlon Brando demeure la figure emblématique entraîne le renouvellement du jeu des acteurs qui composent des personnages tourmentés à la forte charge physique et émotionnelle (James Dean). Cela n'empêche pas le maintien des clichés du glamour hollywoodien et de la femme objet (Marilyn Monroe, Jayne Mansfield). Le développement de la télévision et la migration des cadres vers la banlieue entraîne le déclin des salles de centre-ville. Un dernier phénomène, typique de cette période est le développement rapide du drive-in ou cinéma en plein air. S'adressant à un public jeune, il suit les centres d'intérêt des adolescents (films sur le rock and roll, « teenpics », films d'horreur à petit budget, films de série B) et préfigure les temps à venir.
- Ève, 1950
- Boulevard du crépuscule, 1950
- L'Odyssée de l'African Queen, 1951
- Un Américain à Paris, 1951
- Un tramway nommé Désir, 1951
- Une place au soleil, 1951
- Chantons sous la pluie, 1952
- Le train sifflera trois fois, 1952
- Tant qu'il y aura des hommes, 1953
- L'Homme des vallées perdues, 1953
- Fenêtre sur cour, 1954
- Sur les quais, 1954
- La Fureur de vivre, 1955
- Le Pont de la rivière Kwai, 1957
- Sueurs froides, 1958
- La Mort aux trousses, 1959
- Certains l'aiment chaud, 1959
- Ben Hur, 1959

### Années 1960-1970: déclin de Hollywood, contestation et nouvel Hollywood
Durant les années 1960, le cinéma américain n'a pas connu un énorme succès. Cependant, cette période a été marquée par la présentation sur grand écran de films d’épouvante, tels Psychose. Et pour ce type de films, l’arrivée de la couleur marqua un vrai départ.
Les années 1960 et 1970 marquent aussi le début d'une réaction particulière du cinéma américain, face aux politiques intérieurs et internationaux. La production s’en est d’ailleurs trouvée transformée, bouleversée par les contestataires du début des années 1960. Elle devait réagir sur la fin de la décennie, sous l’ampleur du mouvement, en réalisant des films tels que Easy Rider ou Macadam Cow Boy, très référentiels, dans leur forme à la Nouvelle Vague française, mais traitant de la société américaine contemporaine. Ces films à petit budget lancent des acteurs jusque-là inconnus comme Robert De Niro, Al Pacino ou Jack Nicholson. Ils mettent en scène de nouveaux thèmes comme la violence, le sexe et la politique. Plusieurs longs métrages contestent l'engagement américain dans la Guerre du Viêt Nam.
En 1977 George Lucas élabore son projet d'épopée cinématographique Star Wars. Les années 1970 voient également l'ascension de Steven Spielberg : c'est le début des superproductions avec effets spéciaux qui réalisent d'énormes recettes notamment grâce aux produits dérivés et à la publicité.
- Psychose), 1960
- Spartacus, 1960
- West Side Story, 1961
- Diamants sur canapé, 1961
- Le jour le plus long, 1962
- Les Oiseaux, 1963
- La Grande Évasion, 1963
- Cléopâtre, 1963
- My Fair Lady, 1964
- Docteur Folamour, 1964
- La Mélodie du bonheur, 1965
- El Dorado, 1966
- Les Douze Salopards, 1967
- Bonnie et Clyde, 1967
- Le Lauréat, 1967
- Il était une fois dans l'Ouest, 1968
- 2001, l'Odyssée de l'espace, 1968
- La Nuit des morts-vivants, 1968
- La Planète des singes, 1968
- Rosemary's Baby, 1968
- Easy Rider, 1969
- Macadam Cowboy, 1969
- La Horde sauvage, 1969
- Butch Cassidy et le Kid, 1969
- M*A*S*H*, 1970
- Love Story, 1970
- French Connectio,, 1971
- L'Exorciste, 1973
- L'Arnaque, 1973
- La Tour infernale, 1974
- Rollerball, 1975
- Les Dents de la mer, 1975
- Vol au-dessus d'un nid de coucou, 1975
- Taxi Driver, 1976
- Rocky, 1976
- Star Wars, 1977

### De la fin des années 1970 aux années 1990: l'ère Spielberg ou le temps des superproductions

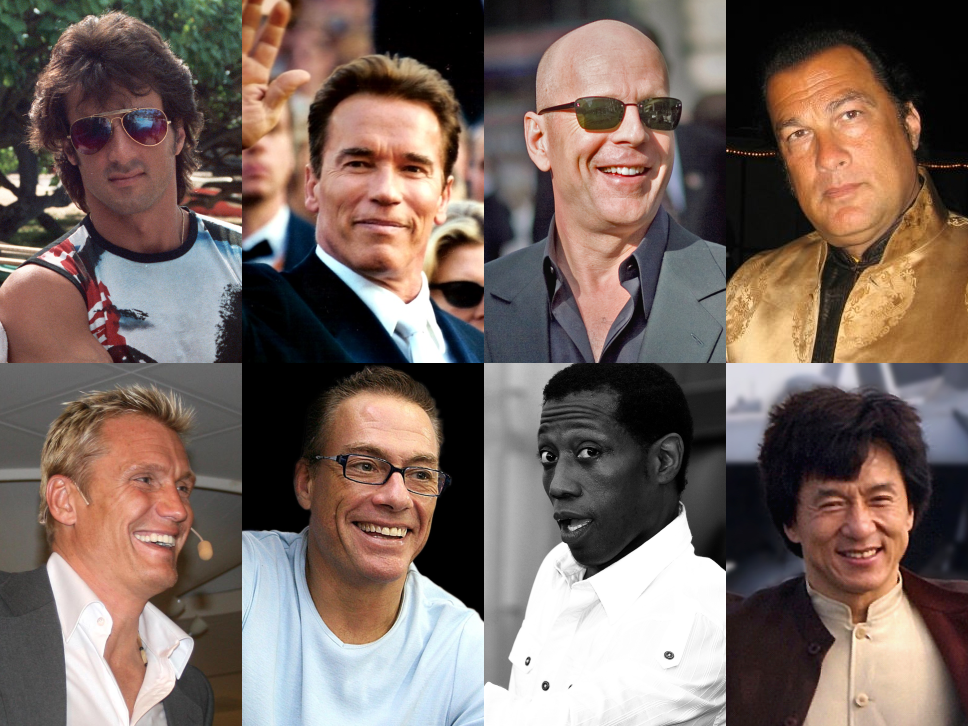
Quelques vedettes masculines des films hollywoodiens dans les années 1980-1990 (de gauche à droite et de haut en bas) : Sylvester Stallone, Arnold Schwarzenegger, Bruce Willis, Steven Segal / Dolph Lundgren, Jean-Claude Van Damme, Wesley Snipes, Jackie Chan.

Pendant les années 1970 et 1980, l'augmentation du nombre des films de science-fiction et de super-héros accompagne la diminution du nombre des westerns : 2001, l'Odyssée de l'espace de Stanley Kubrick (1968), Star Wars de George Lucas (1977), Rencontres du troisième type (1977) et E.T. l'extra-terrestre (1982) de Steven Spielberg, Superman (1978), Flash Gordon (1980), Alien - Le huitième passager (1979) et Blade Runner (1982) de Ridley Scott, Gremlins de Joe Dante, Terminator (1984), Retour vers le futur (1985) de Robert Zemeckis.
Nombre de ces films à gros budget ont des suites, des produits dérivés et sont l'objet d'un marketing intensif. S'ils sont en partie modernes, par leurs sujets (rencontre avec l'autre, apparition extraterrestre, intelligence artificielle) et leurs effets spéciaux, il s'agit essentiellement de superproductions hollywoodiennes dont le traitement de l'histoire est classique, le récit linéaire (se terminant par un happy end) et un montage transparent (il n'y a pas de faux raccord, de regard caméra ou bien de cadrage serré volontaire). Les producteurs visent davantage une catégorie ciblée de la société que le grand public dans son ensemble. On appelle parfois cette période l'ère Spielberg, à cause du caractère emblématique de ses films.
Avec Tron (1982), Predator (1987) et plus encore Terminator 2 (1991), la science-fiction bénéficie de plus en plus des progrès du traitement informatique de l'image (numérisation, morphing) qui devient la norme de superproductions comme Jurassic Park (1993), Independence Day (1996) ou Godzilla (1998). Le XXe siècle s'achève avec Matrix (1999), un film de science-fiction bientôt culte inaugurant une nouvelle génération d'effets spéciaux numériques permettant de reculer les limites de ce qu'il est possible de représenter et appelés à se généraliser dans les années 2000.
La guerre du Viêt Nam est également un sujet de réflexion privilégié par le cinéma américain de cette époque : Voyage au bout de l'enfer de Michael Cimino (1978), Apocalypse Now de Coppola (1979), Rambo (1982), Platoon d'Oliver Stone (1986), Full Metal Jacket de Kubrick (1987). D'autres films évoquant divers épisodes de la Seconde Guerre mondiale marquent la décennie suivante : La Liste de Schindler (1993) et Il faut sauver le soldat Ryan (1998) de Spielberg, La Ligne rouge (1998) de Terrence Malick.
Un autre fait notoire des années 1980 et qui se prolonge dans les années 1990 est la vogue du cinéma d'action, dont les héros, justiciers expéditifs, franc-tireurs virils, body-buildés ou bagarreurs vindicatifs préfigurés par Charles Bronson et Clint Eastwood sont incarnés par toute une génération d'acteurs (Schwarzenegger, Stallone, Chuck Norris, Jackie Chan, Steven Seagal, Bruce Willis et autres Van Damme…) et dénote l'influence croissante du cinéma hongkongais dont les réalisateurs viennent parfois tenter leur chance à Hollywood (John Woo, Tsui Hark…).
Le thriller, inspiré par la fascination que les psychopathes et les tueurs en série exercent sur le public, connaît de brillantes réussites : Liaison fatale (1987), Le Silence des agneaux (1991), Basic Instinct (1992), Seven (1995)…
Titanic (1997) de James Cameron résume bien la tendance des années 1990 : goût de la performance, énormes moyens financiers et techniques, numérisation des images, record d'audience, bande musicale à succès. Si les valeurs sûres sont toujours très présentes (Spielberg, Lucas, Coppola, Scorsese, Eastwood…), une nouvelle génération s'affirme avec force et joue des codes et genres cinématographiques avec une grande virtuosité : Sexe, mensonges et vidéo (1989) de Steven Soderbergh, Pulp Fiction (1994) de Quentin Tarantino, Batman (1989) ou Mars Attacks! (1996) de Tim Burton…
- Grease, 1978
- La Fièvre du samedi soir, 1978
- Voyage au bout de l'enfer, 1978
- Superman, 1978
- Apocalypse Now, 1979
- Alien, 1979
- Shining, 1980
- Le Lagon bleu, 1980
- Les Aventuriers de l'arche perdue, 1981
- E.T. l'extra-terrestre, 1982
- Blade Runner, 1982
- Conan le Barbare, 1982
- Rambo, 1982
- Flashdance, 1983
- Amadeus, 1984
- Gremlins, 1984
- S.O.S. Fantômes, 1984
- Police Academy, 1984
- Terminator, 1984
- Les Goonies, 1985
- Retour vers le futur, 1985
- Highlander, 1986
- Top Gun, 1986
- Les Incorruptibles, 1987
- Full Metal Jacket, 1987
- Predator, 1987
- L'Arme fatale, 1987
- RoboCop, 1987
- Piège de cristal, 1988
- Rain Man, 1989
- Batman, 1989
- Abyss, 1989
- La Petite Sirène, 1989
- À la poursuite d'Octobre rouge, 1990
- Pretty Woman, 1990
- Danse avec les loups, 1990
- Terminator 2 : Le Jugement dernier, 1991
- Robin des Bois, prince des voleurs, 1991
- Basic Instinct, 1992
- Dracula, 1992
- Jurassic Park, 1993
- Forrest Gump, 1994
- Pulp Fiction, 1994
- GoldenEye, 1995
- Waterworld, 1995
- Toy Story, 1995
- Independance Day, 1996
- Scream, 1996
- Men in Black, 1997
- Titanic, 1997
- Armageddon, 1998
- Il faut sauver le soldat Ryan, 1998
- Fight Club, 1999
- Matrix, 1999

### Les années 2000: l'ère numérique
Les progrès informatiques ont permis l'explosion de nouvelles possibilités. Les années 2000 sont marquées par une augmentation croissante des films d'animation entièrement réalisés en images de synthèse, remplaçant le traditionnel dessin animé. Le premier film de ce type est Toy Story (1995, qui connaîtra une suite en 1999, puis en 2010). D'autres exemples notables sont la série Shrek (2001 pour le premier), la série L'Âge de glace (2002 pour le premier), Le Monde de Nemo (2003), Madagascar (2005), Happy Feet (2006), Ratatouille (2007), Kung Fu Panda (2008), WALL-E (2008), Là-haut (2009). Apparaissent également des productions utilisant la capture de mouvement comme Le Pôle express (2004) et La Légende de Beowulf (2007). La technologie du cinéma 3D, jusqu'alors limité à des salles spécialisées ou événements exceptionnels, commence également à accompagner les grosses productions destinées aux salles grand public habituelles.
Les années 2000 sont également marquées par l'apparition de grosses productions de fantasy et de science-fiction intégrant ces nouvelles technologies informatiques, comme la trilogie du Seigneur des anneaux (2001-2003), la prélogie de la saga Star Wars (1999-2005), la série Harry Potter (2001-2011), la série Pirates des Caraïbes (2003-), King Kong (2005), la série du Monde de Narnia (2005-), la série Transformers (2007-), et Avatar (2009). Parallèlement, le film Gladiator (2000) est largement crédité pour avoir relancé le genre du péplum.
Les films de super-héros, issus de comics américains, connaissent également un fort regain de succès, comme la franchise X-Men (2000-), la trilogie Spider-Man (2002-2007) de Sam Raimi, la trilogie Batman (2005-2012) de Christopher Nolan, et le commencement de la saga des Vengeurs (depuis Iron Man en 2008).
Le numérique remplace le 35mm de manière progressive, devenant le moyen de projection le plus démocratisé, bien que les tournages en pellicule existent encore.
- Star Wars, épisode I : La Menace fantôme, 1999
- Gladiator, 2000
- Le Seigneur des anneaux : La Communauté de l'anneau, 2001
- Harry Potter à l’école des sorciers, 2001
- Spider-Man, 2002
- Kill Bill, 2003
- Pirates des Caraïbes, 2003
- Troie, 2004
- Le Monde de Narnia, 2005
- Batman Begins, 2005
- Lord of War, 2005
- Kingdom of Heaven, 2005
- Munich, 2006
- Transformers, 2007
- 300, 2007
- Indiana Jones et le Royaume du crâne de cristal, 2008
- Iron Man, 2008
- Avatar, 2009
- 2012, 2009
- Inception, 2010
- Raiponce, 2010
- Les Aventures de Tintin : Le Secret de La Licorne, 2011
- La Planète des Singes : Les Origines, 2011
- Skyfall, 2012
- Avengers, 2012

## Liste des 100 meilleurs films de l'histoire du cinéma américain (XXesiècle)
| - 01. Citizen Kane, 1941 - 02. Casablanca, 1943 - 03. Le Parrain, 1972 - 04. Autant en emporte le vent, 1939 - 05. Lawrence d'Arabie, 1962 - 06. Le Magicien d'Oz, 1939 - 07. Le Lauréat, 1967 - 08. Sur les quais, 1954 - 09. La Liste de Schindler, 1993 - 10. Chantons sous la pluie, 1952 - 11. La vie est belle, 1946 - 12. Boulevard du crépuscule, 1950 - 13. Le Pont de la rivière Kwaï, 1957 - 14. Certains l'aiment chaud, 1959 - 15. Star Wars, 1977 - 16. Ève, 1950 - 17. L'Odyssée de l'African Queen, 1951 - 18. Psychose, 1960 - 19. Chinatown, 1974 - 20. Vol au-dessus d'un nid de coucou, 1975 - 21. Les Raisins de la colère, 1940 - 22. 2001: l'odyssée de l'espace, 1968 - 23. Le Faucon maltais, 1941 - 24. Raging Bull, 1980 - 25. E.T. l'extra-terrestre 1982 - 26. Docteur Folamour, 1964 - 27. Bonnie and Clyde, 1967 - 28. Apocalypse Now, 1979 - 29. Monsieur Smith au Sénat, 1939 - 30. Le Trésor de la Sierra Madre, 1948 - 31. Annie Hall, 1977 - 32. Le Parrain 2, 1974 - 33. Le train sifflera trois fois, 1952 - 34. Du silence et des ombres, 1962 - 35. New York-Miami, 1934 - 36. Macadam Cowboy, 1969 - 37. Les Plus Belles Années de notre vie, 1946 - 38. Assurance sur la mort, 1944 - 39. Le Docteur Jivago, 1965 - 40. La Mort aux trousses, 1959 - 41. West Side Story, 1961 - 42. Fenêtre sur cour, 1954 - 43. King Kong, 1933 - 44. Naissance d'une nation, 1915 - 45. Un tramway nommé Désir, 1951 - 46. Orange mécanique, 1971 - 47. Taxi Driver, 1976 - 48. Les Dents de la mer, 1975 - 49. Blanche-Neige et les Sept Nains, 1937 - 50. Butch Cassidy et le Kid, 1969 | - 51. The Philadelphia Story, 1940 - 52. Tant qu'il y aura des hommes, 1953 - 53. Amadeus, 1984 - 54. À l'Ouest, rien de nouveau, 1930 - 55. La Mélodie du bonheur, 1965 - 56. M*A*S*H, 1970 - 57. Le Troisième Homme, 1949 - 58. Fantasia, 1940 - 59. La Fureur de vivre, 1955 - 60. Les Aventuriers de l'arche perdue, 1981 - 61. Sueurs froides, 1958 - 62. Tootsie, 1982 - 63. La Chevauchée fantastique, 1939 - 64. Rencontres du troisième type, 1977 - 65. Le Silence des agneaux, 1991 - 66. Network, 1976 - 67. Un crime dans la tête, 1962 - 68. Un Américain à Paris, 1951 - 69. L'Homme des vallées perdues, 1953 - 70. The French Connection, 1971 - 71. Forrest Gump, 1994 - 72. Ben-Hur, 1959 - 73. Les Hauts de Hurlevent, 1939 - 74. La Ruée vers l'or, 1925 - 75. Danse avec les loups, 1990 - 76. Les Lumières de la ville, 1931 - 77. American Graffiti, 1973 - 78. Rocky, 1976 - 79. Voyage au bout de l'enfer, 1978 - 80. La Horde sauvage, 1969 - 81. Les Temps modernes, 1936 - 82. Géant, 1956 - 83. Platoon, 1986 - 84. Fargo, 1996 - 85. La Soupe au canard, 1933 - 86. Les Révoltés du Bounty, 1935 - 87. Frankenstein, 1931 - 88. Easy Rider, 1969 - 89. Patton, 1970 - 90. Le Chanteur de jazz, 1927 - 91. My Fair Lady, 1964 - 92. Une place au soleil, 1951 - 93. La Garçonnière, 1960 - 94. Les Affranchis, 1990 - 95. Pulp Fiction, 1994 - 96. La Prisonnière du désert, 1956 - 97. L'Impossible Monsieur Bébé, 1938 - 98. Impitoyable, 1992 - 99. Devine qui vient dîner ?, 1967 - 100. La Glorieuse Parade, 1942 |

## Politique

### Influence locale et internationale du cinéma américain

#### Unifier les habitants: valeurs et culture commune
Le cinéma américain joue un rôle significatif dans l'unification des habitants des États-Unis en véhiculant des valeurs et une culture commune. En effet, les films ont souvent été le reflet de l'identité nationale et des aspirations des pays (Williams, A, 2002).  L’idée que la culture est un vecteur permettant de souligner l’unité et l’appartenance à une nation, n’est pas nouvelle. Ce lien est encore source de questionnement comme l’explicite Albert Desdiens « On peut s’interroger sur la capacité du cinéma de tout simplement refléter une culture nationale déjà existante ou de plutôt créer une culture imaginée qui du fait du pouvoir du cinéma de valider la réalité, contribue par le fait même de créer cette culture » (1999, p.23).  Les films d’Hollywood s’inscrivent donc dans ce phénomène et sont des vecteurs directs culturels pour permettre de partager sur l’ensemble du territoire des États-Unis, des valeurs unificatrices. Des œuvres telles que la série de films Rocky ou Forrest Gump de Zemeckis (1994) illustrent par exemple, parfaitement, des histoires de réussite et d'endurance, promouvant des valeurs telles que la persévérance, la détermination et le rêve américain.

#### Faire briller le pays: soft power ou propagande
L’exposition des valeurs américaines par les films se fait à l’échelle nationale mais aussi internationale. Le cinéma américain contribue à renforcer l'image et l'influence des États-Unis à l'étranger dans la mesure où Hollywood est considéré comme un outil puissant de soft power ou « puissance douce » en français (Runzhi. W,  Heying. H, 2017). Le soft power est un concept théorisé par Joseph Nye qui définit l’usage d’éléments non coercitifs, souvent culturels, qui permet d’étendre pour un pays son influence à l’échelle internationale. Dans le cas d’Hollywood, se manifeste une projection de valeurs et de culture américaines qui contribue, ainsi à la promotion de la diplomatie culturelle.  Ainsi, pour ne prendre qu’un exemple, le cinéma permet d’être un facteur de mise en relation entre la Chine et les États – Unis et a permis notamment de garder le lien entre les deux lors du XXe siècle (Seung Chung, Hye. 2018). Sachant que paradoxalement, le lien entre les deux provoquent, de nos jours, des difficultés au cinéma hollywoodien par la montée en concurrence  du cinéma chinois (Song, X. 2018). Malgré le fait que le cinéma chinois est certes consommé en chine mais n’a pas encore une portée internationale.
Néanmoins, on remarque que la frontière entre soft et hard power tend à s’entremêler, c’est-à-dire que les éléments culturels peuvent et sont souvent utilisés à des fins politiques dans l’objectif, non plus de juste promouvoir leurs idéaux mais pour tenter de changer la compréhension de qui est la victime et qui est l’agresseur. Les blockbusters américains par leur large diffusion sont enclins à participer à ce phénomène (Nelson, T. 2002). Durant le contexte des guerres, cette frontière est totalement est visible et les films sont des facteurs de propagande. Par exemple, dans les années 1930 soit durant l’entre-deux-guerres, les films permettaient d’établir une propagande, notamment antifasciste, pour contre carré la montée de ces régimes en Asie du Sud Est (Japon) et mettre en avant leurs alliés tel que la Chine comme dans le film de Frank Capra, Lost Horizon de 1937 (Elefteriou-Perrin, V. 2004).  
Donc les films hollywoodiens permettent de mettre en avant la puissance américaine et d’avoir une influence à l’échelle mondiale dans la représentation de celle-ci. Par ailleurs, la sphère politique américaine a conscience de la force et de la portée que les films peuvent avoir et s’en servent donc en contexte de guerre en tant qu’outil de propagande.  

#### Impact et Réactions internationales
Comme dit précédemment le cinéma américain a pris énormément de place dans la culture populaire des pays, du aussi notamment à la mondialisation. Cela a généré une certaine homogénéité des goûts qui contribue notamment à faire naître une forme d’association à la culture américaine, qui pourrait être assimilée à un sentiment d’appartenance ou d’assimilation aux États-Unis (Maltby, B . 1996). Ce qui engrange un soft power très puissant avec un rayon d’action international.  Mais le cinéma hollywoodien est, par voie de conséquence, plutôt dépendant aux autres pays financièrement mais aussi politiquement. En effet, pour que le cinéma américain maintienne sa puissance, il faut que les États-Unis gardent et entretiennent des relations adéquates avec les autres pays.   

### Historique du lien entre État Américain et Cinéma Hollywoodien

#### Mise en place d’Instances de contrôle du domaine audiovisuel: le Pentagone et la CIA
Le gouvernement américain, face à la puissance d’Hollywood, tente d’émettre une certaine régulation autour d’elle. En effet, les instances du Pentagone et de la CIA ont pour ordre de s’assurer que les messages transmis, diffusés ne portent pas atteintes ou préjudices à l’image positive des États-Unis  et à sa sécurité nationale (Martin et.al. 2020a). Le Pentagone est donc chargé de faire une lecture critique de la scénarisation hollywoodienne qui doit suivre des règles précises et élabore des stratégies de narration pour remplir sa mission. Ainsi, le gouvernement légitime cette posture de services gouvernementaux avec Hollywood en invoquant l’argument que l’influence des films hollywoodiens puisse avoir un effet sur la sécurité nationale américaine (Martin et.al.2020b). Par ailleurs, cette emprise ou cette volonté  de contrôle s’est renforcée ces dernières années,  notamment après l’effondrement des tours du World Trade Center le 11 septembre 2001 et une prise de position d’Hollywood a dû naitre contre la lutte contre le terrorisme (Durán, S. 2020). Cette perspective de sécurité permet, ainsi, de préserver une image positive des États Unis.  

#### La mise en place pour l’Etat d’une certaine emprise sur l’industrie
L'histoire du lien entre politique et cinéma est étroitement liée à la mise en place d'instances de contrôle du domaine audiovisuel mais aussi liée à sa régulation administrative. Aux États-Unis, la Motion Picture Production Code a réglementé la production cinématographique pour éviter des contenus jugés offensants.  Cependant, à l'échelle internationale, des organisations comme l'UNESCO ont promu la coopération cinématographique et la liberté d'expression dans le cinéma. Ainsi, le gouvernement américain, pour montrer une certaine transparence, donne chaque année un rapport intitulé « A Report to the Advisory Committee on Cultural Diplomacy » sur les activités culturelles et cinématographiques dans lesquelles il intervient que ce soit dans la production ou dans la régulation. Ce rapport permet de situer la population national et internationale sur leur positionnement sur différents sujet de société.  

#### Évolution des recherches scientifiques de l'impact du cinéma dans la sphère politique internationale
Le cinéma d’Hollywood tente de ne pas prendre trop de position sur les sujets politiques pour garder son influence . Néanmoins, la relation entre politique et cinéma est existante, et par défaut, fait l'objet de recherches scientifiques approfondies comme on a pu le voir plus tôt à travers par exemple, les recherches menées par Nelson Travis en 2022 ou encore par Durán, Samuel Vega en 2020. Celles-ci ne cessent d’être publiées, notamment dans la mesure où le contexte géopolitique est en perpétuel mouvement, ne cesse de bouleverser le secteur cinématographique. Les secteurs politiques et cinématographiques sont intrinsèquement liés comme l’a démontré une fois de plus, la période du virus Covid-19, où les décisions des dirigeants politiques ont eu des grosses répercussions pour le secteur (Johnson, Michael, Jr. 2021). 
Donc le cinéma américain et la politique ont des relations complexes et les chercheurs ont développé des méthodologies plus sophistiquées pour évaluer l'influence du cinéma sur la politique internationale, prenant en compte des facteurs tels que la propagande, la diplomatie culturelle et la manipulation de l'opinion publique. Cette méthodologie d’évaluation sera rédigée par la CIA, qui ensuite donnera les directives a tout le pays. Cette évaluation permettra une stabilisation ainsi qu’un contrôle partiel sur la diffusion d’informations à l'étranger.  

## Économie
L'industrie cinématographique américaine est particulièrement puissante et rentable. Son taux de croissance a plus que doublé en dix ans : si elle engrangeait 7,02 milliards de dollars en 1991 sur le marché international, en 2001, le chiffre passait à 14,69 milliards de dollars.

### La domination des majors
Trois types d'acteurs composent l'industrie cinématographique américaine : les majors, leurs filiales, et les producteurs indépendants. Les majors sont représentées par la Motion Picture Association of America (MPAA) à l'intérieur des États-Unis, et par la Motion Picture Association (MPA) à l'étranger. La MPAA représente les sept plus importantes majors, c'est-à-dire les producteurs et distributeurs du « divertissement filmé » (filmed entertainment), à savoir les films de cinéma, programmes de télévision, cassettes et DVD à la vente ou à la location, films diffusés sur Internet, etc.
Les actuelles majors sont :
- The Walt Disney Company (dont l’ancienne 20th Century Fox devenue 20th Century Studios)
- Sony Pictures Entertainment (dont Columbia Pictures et TriSTar Pictures)
- Paramount Pictures
- Universal Studios
- Warner Bros. Entertainment (dont New Line Cinema)

Il existait d’autres majors telle que RKO Pictures disparue en 1959 ou bien Metro-Goldwyn-Mayer et United Artists, ces deux dernières s’étant associées après avoir eu des problèmes financiers : elles ne sont plus considérées comme majors. Certaines majors ont été rachetées par d’autres : c’est le cas de la Fox rachetée par Disney ou bien Columbia rachetée par Sony.
Dans les années 1980, l’administration du Président Reagan permet une nouvelle phase d’intégration verticale des majors en annulant les « décrets anti-trust Paramount » de 1948. Il devient désormais possible pour les studios d’acquérir des canaux de diffusion (cinémas, chaînes de télévision…) et ils concentrent alors en leur sein toutes les phases d’exploitation des biens audiovisuels, c'est-à-dire la production, la distribution et la diffusion.
Il faut donc mettre en avant la domination incontestable des majors sur les studios indépendants. Car même si les films produits par ces derniers sont plus nombreux, leur part de marché est beaucoup plus faible au niveau intérieur et international. Ainsi, si le plus important distributeur indépendant du pays, USA Films, a sorti quinze films en 2000, il n’a pu engranger que 1 % des recettes du box-office national.
| Année | Majors | Autres distributeurs | Total |
| ----- | ------ | -------------------- | ----- |
| 2000  | 191    | 267                  | 458   |
| 2001  | 188    | 274                  | 462   |
| 2002  | 220    | 229                  | 449   |
| 2003  | 194    | 265                  | 459   |
| 2004  | 199    | 276                  | 475   |

| Année | Millions de $ constants | Part des majors |
| ----- | ----------------------- | --------------- |
| 1980  | 5 745                   | 91 %            |
| 1985  | 6 000                   | 77 %            |
| 1990  | 6 617                   | 80 %            |
| 1995  | 6 208                   | 86 %            |
| 2000  | 7 661                   | 83 %            |

### Domination du cinéma hollywoodien dans le monde
La dimension internationale fait depuis toujours partie intégrante de l’industrie cinématographique – de quelque pays que ce soit – pour une simple logique de rentabilité qui lui est spécifique : si l’investissement initial nécessaire à la production d’un film est extrêmement élevé, les coûts de duplication sont en revanche particulièrement bas. Plus l’on distribue de copies du film, et plus l’investissement a de chances d’être rentable. Les marchés étrangers ont donc toujours fait partie de la stratégie des firmes hollywoodiennes, et ce depuis le tout début de leurs activités il y a un siècle. Dès 1919, les recettes générées par les marchés internationaux étaient incluses dans les budgets de Hollywood.
Mais ce flux d’exportation des biens cinématographiques a véritablement décollé, si bien que la présence de Hollywood est aujourd’hui virtuellement ressentie dans tous les pays du monde. En ce sens, et dans le contexte actuel d’économie mondialisée, l’export des films à l’étranger est plus que jamais un élément incontournable de compétitivité mondiale, représentant depuis une trentaine d’années entre 40 % et la moitié des revenus des grands studios.
L’industrie cinématographique est l’un des rares secteurs aux États-Unis à avoir un équilibre commercial positif, c'est-à-dire à exporter plus de produits qu’elle n’en importe, et ce dans tous les pays où elle est présente. En 2001, Hollywood détenait 80 % des parts de marché du film au niveau international, et 70 % pour les programmes télévisés.
Le cinéma indien, avec Bollywood, est une des seules industries du cinéma au monde qui tient tête à Hollywood dans son pays avec plus de 800 films produits par an. Le cinéma français est puissant également, avec le plus grand nombre de films d'Europe. La difficulté pour Hollywood et pour l'ensemble des films occidentaux se situe sur le plan culturel mais aussi par l'émergence de cette industrie dans le continent sud-asiatique, qui dépasse largement ses frontières, notamment par sa forte popularité en France, en Grande-Bretagne et les villes américaines.
Cette domination mondiale se retrouve aussi dans les films pornographiques, au nombre d'environ 12 000 tournés annuellement en Californie, dans la vallée de San Fernando.
| Pays        | Nombre de films produits | Part de l'industrie cinématographique nationale | Part de l'industrie cinématographique américaine |
| ----------- | ------------------------ | ----------------------------------------------- | ------------------------------------------------ |
| Allemagne   | 75                       | 9,4 %                                           | 81,9 %                                           |
| Australie   | 31                       | 8,0 %                                           | 87,5 %                                           |
| Espagne     | 98                       | 10,1 %                                          | 87,7 %                                           |
| États-Unis  | 460                      | 96,1 %                                          | -                                                |
| France      | 204                      | 28,9 %                                          | 58,3 %                                           |
| Italie      | 103                      | 17,5 %                                          | 69,5 %                                           |
| Japon       | 282                      | 31,8 %                                          | 64,8 %                                           |
| Royaume-Uni | 90                       | 19,6 %                                          | 75,3 %                                           |

### Le cinéma américain, une approche plus commerciale que culturelle?
Aux États-Unis, il semble que l’industrie cinématographique ait été envisagée dans une conception purement commerciale depuis ses débuts. Car si les films sont considérés comme des biens culturels, c’est néanmoins une logique économique qui prévaut. Ainsi, dès 1915 la Cour suprême déclarait que « la diffusion des films est purement et simplement du commerce, mue par et développée pour le profit. » De fait, il est difficile de parler du cinéma américain sans penser à la conclusion d'André Malraux, dans Esquisse d'une psychologie du cinéma : « Par ailleurs, le cinéma est une industrie ».
Les « majors » américaines, unifiées sous le front de la MPA, tentent donc d'imposer le libre-échange en matière culturelle, et se battent contre la notion de « diversité culturelle », argument souvent utilisé par d'autres États (et notamment la France) pour imposer des barrières protectionnistes aux films américains.

#### Lesblockbusters
Ainsi, à Hollywood, ce sont les « blockbusters », films spectaculaires incluant le plus souvent une débauche d’effets spéciaux et d’acteurs célèbres, qui sont devenus la norme. Ceci ne veut pas dire que les grands studios ne produisent plus aujourd’hui que des films de ce genre, mais que les films les plus rentables appartiennent quasiment tous à cette catégorie, et notamment parce qu’ils plaisent aux publics du monde entier. L’exemple de l’année 2004 est particulièrement révélateur, la grande majorité des vingt films ayant engrangé le plus de recettes au box-office américain étant des productions spectaculaires (notamment Spider-Man 2, Le Jour d'après, ou encore I, Robot). Seuls La Passion du Christ et Fahrenheit 9/11 étaient dotés de budgets limités, mais leur succès s’explique en grande partie par la controverse, voire le scandale, suscités au moment de leur sortie.
La tendance générale depuis de nombreuses années ancre donc l’industrie cinématographique américaine dans une surenchère de moyens et de technologie, qui rend d'autant plus difficile la compétition pour les producteurs indépendants américains ou étrangers, qui ne disposent en général pas de moyens aussi considérables que ceux des majors de Hollywood.

#### Opposition cinéma français / cinéma hollywoodien
On définit souvent le cinéma réalisé aux États-Unis par opposition au cinéma français : le premier serait un cinéma de divertissement, destiné à un public non cinéphile et le second, un cinéma d'auteur ayant des buts plus artistiques que commerciaux. La réalité est plus complexe : le cinéma américain possède une histoire presque aussi longue, et tout aussi variée, que celle du cinéma français, au cours de laquelle de nombreux réalisateurs, acteurs mais aussi producteurs ont donné au cinéma nord-américain ses lettres de noblesse et permettent de le qualifier de mouvement artistique. Dans ce domaine, un des apports majeurs du cinéma américain est la mise au point de codes esthétiques aboutissant à la création de genres bien définis : film noir, thriller, western, comédie burlesque ou musicale, film d'horreur, péplum, etc. Dans tous ces genres, le cinéma américain a produit des chefs-d'œuvre qui sont des références et des modèles pour le reste du monde. Du fait de son attractivité, il a su puiser dans le vivier européen pour s'enrichir et nombre d'acteurs et de réalisateurs du vieux continent ont eu une période américaine. De plus, son hégémonie ne l'a pas empêché de rester perméable aux influences étrangères (néoréalisme italien, nouvelle vague française, cinéma hongkongais…). La « Nouvelle Vague », et François Truffaut en particulier, ont d'ailleurs reconnu leur dette à l'égard du cinéma américain. Enfin, si le cinéma français s'exporte mal aux États-Unis, les comédies à succès d'Yves Robert ou Francis Veber ont été l'objet, à partir des années 1980, de nombreux remakes. Par ailleurs, il existe aux États-Unis même une opposition de même ordre entre le cinéma hollywoodien et le cinéma new-yorkais, ville où le New York Film Critics Circle Awards constitue l'antichambre des Oscars.
En France, le Festival du cinéma américain de Deauville est entièrement consacré au cinéma américain depuis 1975. Aux États-Unis, il existe plusieurs festivals du film français comme celui de Sacramento.

## Stéréotypes et discriminations
Le cinéma américain est pour certains imprégné de stéréotypes et peu ouvert aux minorités ethniques. Une enquête menée par un groupe de chercheurs de l’université de Californie du Sud portant sur les Latinos-Américains conclut à "une forme de discrimination ethnique". Ceux-ci, qui représentent plus de 18% de la population des États-Unis, sont nettement sous-représentés et fréquemment limités à des rôles de trafiquants de drogue ou de domestiques.
Ainsi, sur les 1.200 films les plus populaires de 2007 à 2018 sur le marché américain, seuls 4,5% des rôles étaient tenus par des acteurs latino-américains, et seuls 3% de ces films mettaient à l’affiche un comédien principal d’origine latino-américaine. En outre, les comédiens latino-américains restent fréquemment cantonnés dans des stéréotypes: criminels (24% des cas, principalement trafiquant de drogue ou membre de gang), emplois non qualifiés (domestiques, ouvriers…) ou policiers.